# Tawanda Chirewa
Tawanda Blessing Chirewa là một cầu thủ bóng đá chuyên nghiệp hiện đang thi đấu ở vị trí tiền vệ cánh phải cho câu lạc bộ EFL League One Huddersfield Town theo dạng cho mượn từ câu lạc bộ Premier League Wolverhampton Wanderers. Sinh ra tại Anh, anh hiện đang thi đấu quốc tế cho đội tuyển Zimbabwe.